# Коссович, Энрико
Энрико Коссович (итал. Enrico Cossovich; 15 июля 1822, Неаполь — 17 февраля 1911, Неаполь) — итальянский литератор.
Сын Франческо Коссовича (1799—1879), высокопоставленного морского офицера в Королевстве Обеих Сицилий, сыгравшего важную роль в мае 1860 года во время Экспедиции Тысячи: получив от командования приказ преследовать захваченные Джузеппе Гарибальди пароходы «Пьемонт» и «Ломбардия», направлявшиеся на помощь восставшим против короля Франциска, вместо активных действий сослался на неясность ситуации и запросил более конкретных указаний, а уже через четыре месяца сам присоединился к вооружённым силам объединяющейся Италии.
Изучал право в Неаполитанском университете под руководством Николы Джильи, в дальнейшем служил в морском министерстве объединённой Италии, секретарь первого класса, кавалер Ордена Святых Маврикия и Лазаря (1865). В официальном сообщении о смерти Коссовича фигурирует как подполковник (итал. tenente colonnello) в отставке.
Более, чем государственной карьерой, интересовался литературой, в области которой был учеником Пьетро Ваккаро Матонти. Публиковался в юмористическом журнале Verità e Bugie (с итал. — «Правда и ложь»), издававшемся Луиджи Копполой. Пьетро Ульоа в своём обзоре неаполитанской литературы (1859) характеризовал поэзию Коссовича как отличающуюся простотой и естественностью вместе с невинной весёлостью, не переходящей в бурлеск. Для двухтомника «Нравы и обычаи Неаполя и окрестностей» (итал. Usi e costumi di Napoli e contorni; 1853, 1866) под редакцией Франческо де Буркарда написал ряд очерков, в том числе о беспризорных детях, кормилицах и акушерках. Автор либретто к опере Джулио Тартальоне «Ревнивец» (итал. Il Geloso; 1857). Сочинял также стихи на неаполитанском диалекте.
Наиболее известен как вероятный автор итальянского текста песни «Санта Лючия».